# Peter Axer
Peter Axer (* 1965) ist ein deutscher Rechtswissenschaftler und Hochschullehrer an der Ruprecht-Karls-Universität Heidelberg.

## Leben
Axer studierte, promovierte und habilitierte an der Universität Bonn als Schüler von Josef Isensee. Nach seiner Habilitation (Normsetzung der Exekutive in der Sozialversicherung) im Jahr 2000 hatte er von 2001 bis 2004 eine Professur an der Universität Siegen und von 2004 bis 2009 eine Professur an der Universität Trier inne. Von März 2008 bis Februar 2009 übte Axer das Amt des Dekans des Fachbereichs Rechtswissenschaft der Universität Trier aus. Seit 2009 ist Axer Inhaber des Lehrstuhls für Sozialrecht in Verbindung mit dem Öffentlichen Recht an der Universität Heidelberg.  Axer ist Mitglied der deutschen Staatsrechtslehrervereinigung. Am 15. November 2013 wurde Axer auf Vorschlag des baden-württembergischen Justizministers Rainer Stickelberger vom Ministerpräsidenten zum Richter am Landessozialgericht Baden-Württemberg im Nebenamt ernannt. Von 2022 bis 2024 war er Dekan der Juristischen Fakultät der Universität Heidelberg.

## Veröffentlichungen (Auswahl)
- Die Widmung als Schlüsselbegriff des Rechts der öffentlichen Sachen. Zur Identität des Rechts der öffentlichen Sachen als Rechtsgebiet. Duncker & Humblot, Berlin 1994, ISBN 3-428-07858-6 (Dissertation).
- Normsetzung der Exekutive in der Sozialversicherung: Ein Beitrag zu den Voraussetzungen und Grenzen untergesetzlicher Normsetzung im Staat des Grundgesetzes. Mohr Siebeck, Tübingen 2000, ISBN 3-16-147283-7 (Habilitationsschrift).